# يطلقون علي جيج
يطلقون علي جيج هو فيلم أكشن بطل خارق إيطالي من بطولة كلاوديو سانتاماريا، لوكا مارينللي وإيلينيا باستوريلي.عرض الفيلم في 17 أكتوبر 2015 وحقق إيرادات بلغت 5،973،344 يورو.

## روابط خارجية
يطلقون علي جيج على موقع IMDb (الإنجليزية)
- يطلقون علي جيج على موقع ميتاكريتيك (الإنجليزية)
- يطلقون علي جيج على موقع روتن توميتوز (الإنجليزية)
- يطلقون علي جيج على موقع قاعدة بيانات الأفلام العربية
- يطلقون علي جيج على موقع ألو سيني (الفرنسية)
- يطلقون علي جيج على موقع أول موفي (الإنجليزية)
- يطلقون علي جيج على موقع فيلمافينيتي (الإسبانية)
- يطلقون علي جيج على موقع قاعدة بيانات الفيلم (الإنجليزية)
- يطلقون علي جيج على موقع ليتربوكسد (الإنجليزية)
- يطلقون علي جيج على موقع كينوبويسك (الروسية)